# Robert Aderholt
Robert Aderholt (ur. 22 lipca 1965) – amerykański polityk, członek Partii Republikańskiej. Od 1997 roku jest przedstawicielem czwartego okręgu wyborczego w stanie Alabama w Izbie Reprezentantów Stanów Zjednoczonych.

## Odznaczenia
- Krzyż Komandorski Orderu Gwiazdy Rumunii (Rumunia, 2017)[1]
- Order Świętego Jana Jerozolimskiego V klasy (Wielka Brytania, 2017)[2]